# Germania Plus
Die in München herausgegebene Monatszeitung Germania Plus (russisch Германия Плюс) gehört zusammen mit den Regionalausgaben München Plus, Nürnberg Plus, Augsburg Plus und Berlin Plus zu den führenden russischsprachigen Printmedien in Deutschland.
Ihre Auflage beträgt 15.000; zusammen mit ihren Regionalausgaben sind es 80.000.
Germania Plus erscheint im Münchner Verlag Terterian, der vom Moskauer Physiker Ashot Terterian gegründet wurde. Die Zeitung ging hervor aus der erstmals im Jahr 1996 publizierten München Plus. Bei Germania Plus und ihren Regionalausgaben handelt es sich um Gratiszeitungen, die in russischsprachigen Läden, Arztpraxen, Kliniken, Reisebüros, Restaurants und Bäckereien ausgelegt werden.
Die Zeitung ist Mitglied im internationalen Zeitungsnetzwerk Project Syndicate.